# Hirtshals Kommune
| Strukturdaten       | Strukturdaten    |
| ------------------- | ---------------- |
| Sitz der Verwaltung | Hirtshals        |
| Fläche              | 195,95 km²       |
| Einwohner           | 14.268 (2004)    |
| Kommune seit 2007   | Hjørring Kommune |

Hirtshals Kommune war bis Dezember 2006 eine dänische Kommune im damaligen Nordjyllands Amt im Norden Jütlands. Seit Januar 2007 ist sie zusammen mit der “alten” Hjørring Kommune, der Løkken-Vrå Kommune und der Sindal Kommune Teil der neuen Hjørring Kommune.